# Nando García
Nando García, właśc. Fernando García Puchades (ur. 13 czerwca 1994 w Walencji) – hiszpański piłkarz występujący na pozycji pomocnika.

## Kariera
Wychowanek Valencia CF z rodzinnej Walencji. W latach 2007–2013 szkolił się w akademii tego klubu, natomiast w latach 2013–2017 był w składzie zespołu rezerw. Większość tego okresu spędził na wypożyczeniach do Ribarroja CF (Tercera División) oraz Córdoba CF i Realu Oviedo (Segunda División). W 2017 roku przeszedł do Deportivo Alavés. Przez okres trwania kontraktu nie rozegrał w barwach tego zespołu żadnego meczu ligowego, będąc wypożyczanym do Lorca FC, FC Sochaux-Montbéliard oraz Extremadura UD. We wrześniu 2019 roku podpisał roczną umowę z Arką Gdynia. 21 września 2019 zadebiutował w Ekstraklasie w wygranym 4:1 meczu z ŁKS Łódź.